# Ochodaeus tuberculicornis
Ochodaeus tuberculicornis là một loài bọ cánh cứng trong họ Ochodaeidae. Loài này được Reitter miêu tả khoa học đầu tiên năm 1908.